# Corylus cornuta
Corylus cornuta es una especie de arbusto caducifolio originario de Norteamérica, desde el sur de Canadá al sur de Georgia y California. 

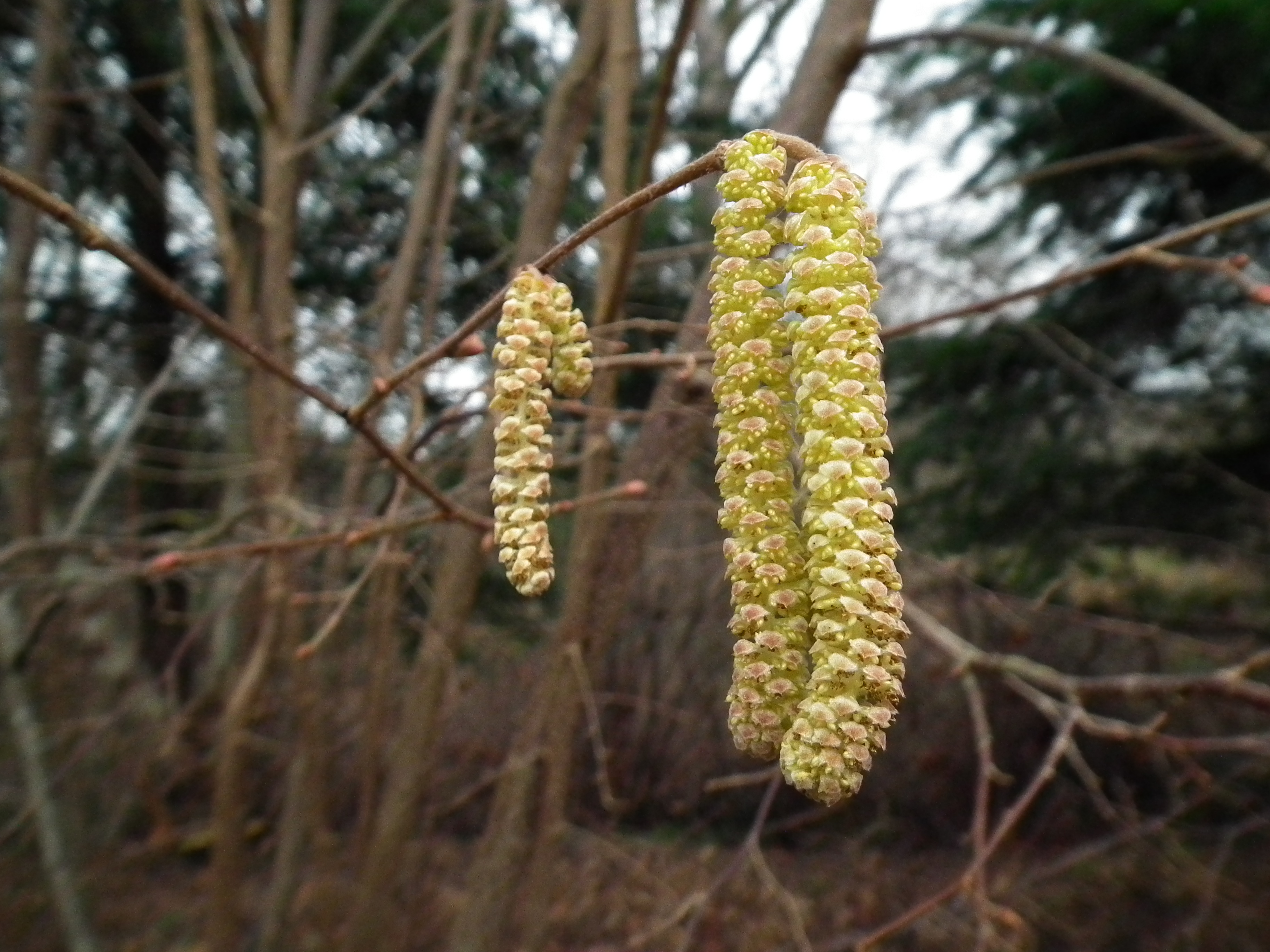
Amentos

## Descripción
Crece en los bosques secos y bordes de bosques y pueden llegar a 8 metros de altura, con tallos 10-25 cm de diámetro con la corteza gris lisa. Las hojas son redondeadas ovales, gruesas, doble dentadas, de 11,5 centímetros de largo y 3-8 centímetros de ancho, con superficies inferiores peludas. Las flores son amentos que se forman en el otoño y maduran en la primavera siguiente.
Corylus cornuta es nombrado por su fruto, que es una nuez encerrada en una cáscara con una extensión tubular de 2 a 4 centímetros de largo que se asemeja a un pico. Diminutos filamentos sobresalen de la cáscara y pueden adherirse a la piel que se ponga en contacto ellos. Las nueces son esféricas, y están rodeadas por una cáscara dura, son comestibles.

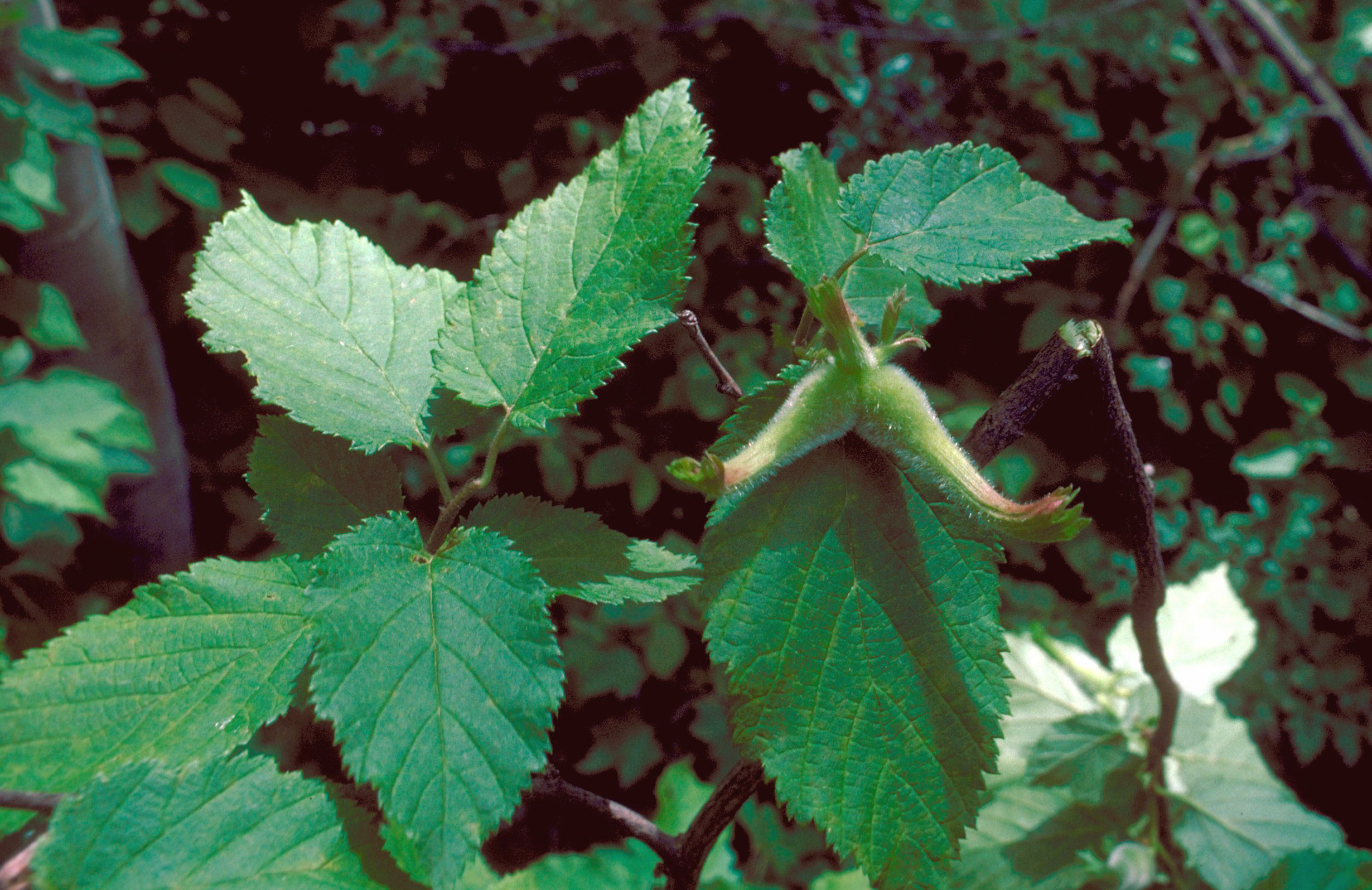
hojas y frutos de Corylus cornuta

## Taxonomía
Corylus cornuta fue descrita por Humphry Marshall y publicado en Arbustrum Americanum 37–38. 1785.
Variedades
- Corylus cornuta var. cornuta – pequeño arbusto de 4 m de alto.
- Corylus cornuta var. californica – gran arbusto de hasta 8 m de alto.[2]

Sinonimia
subsp. californica (A.DC.) A.E.Murray
- Corylus californica (A.DC.) A.Heller
- Corylus californica (A. DC.) Rose
- Corylus cornuta var. californica (A.DC.) Sharp.
- Corylus cornuta f. glandulosa (B.Boivin) T.C.Brayshaw
- Corylus cornuta var. glandulosa B.Boivin
- Corylus rostrata var. californica A.DC.
- Corylus rostrata var. tracyi Jeps.

subsp. cornuta
- Corylus cornuta Du Roi ex Steud.
- Corylus cornuta f. inermis Fernald
- Corylus cornuta var. megaphylla Vict. & Rousseau
- Corylus mexicana K.Koch
- Corylus rostrata Dippel
- Corylus rostrata Aiton[3]